# 丸岡バスターミナル

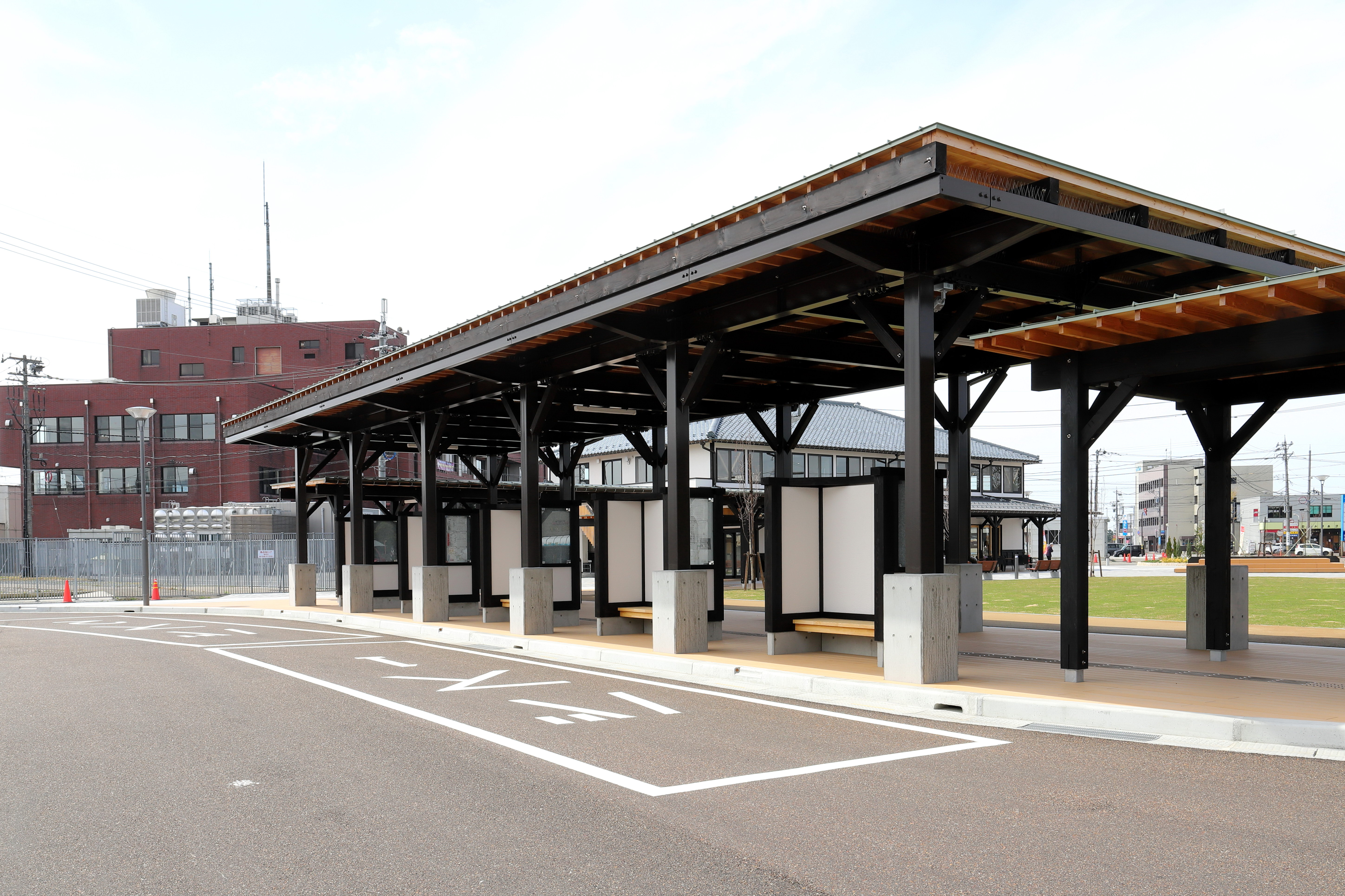
丸岡バスターミナル
奥の瓦葺きの建物は丸岡バスターミナル交流センター（京福バス丸岡営業所事務室・窓口ほか）、茶色の建物は隣接地にある坂井市丸岡庁舎（坂井市役所丸岡支所ほか）。

丸岡バスターミナル（まるおかバスターミナル）は、福井県坂井市丸岡町西瓜屋にある京福バスのバスターミナルである。主に福井市、坂井北部地域（あわら市、坂井市三国町）、永平寺町方面のバスが発着する。京福バス丸岡営業所を併設する。
本項では、かつて当地に所在した京福電気鉄道本丸岡駅（廃駅）についても記述する。

## 概要
坂井市丸岡地区の中心部（旧坂井郡丸岡町）にある。なお、西日本旅客鉄道（JR西日本）北陸本線（現・ハピラインふくい線）の丸岡駅は坂井市坂井地区（旧坂井町）にある。
京福電気鉄道丸岡線・永平寺線の廃線後、本丸岡駅跡地に設置された。鉄道廃止後も、芦原温泉駅・丸岡駅・永平寺口駅と相互に直通するバス路線を有するほか、2023年10月1日には坂井市内他3地区にある市役所本庁・支所や各地区中心部方面とを結ぶ路線バスが新設され、利便性が高まっている。
かつては旧駅舎を転用した2階建の事務所兼待合室があったが、丸岡バスターミナル周辺整備事業により解体された。坂井市のバスターミナル整備事業により、バスターミナル隣接地の同市丸岡町西里丸岡に丸岡地区の交通結節点・丸岡城などへの観光拠点として、市の施設「丸岡バスターミナル交流センター」が設置された。
「丸岡バスターミナル交流センター」は地域の景観に配慮した木造瓦葺2階建ての施設で、1階にはバス待合所と飲食スペースなどのテナント、2階には多目的ルーム、屋外には芝生の「にぎわい広場」や物販スペース「にぎわい回廊」を備える。定期的に地域イベントなどが開催され、市民の憩いの場として利用されている。
バス合室内に自動券売機が設置してあるが、車内での運賃精算も可能である。

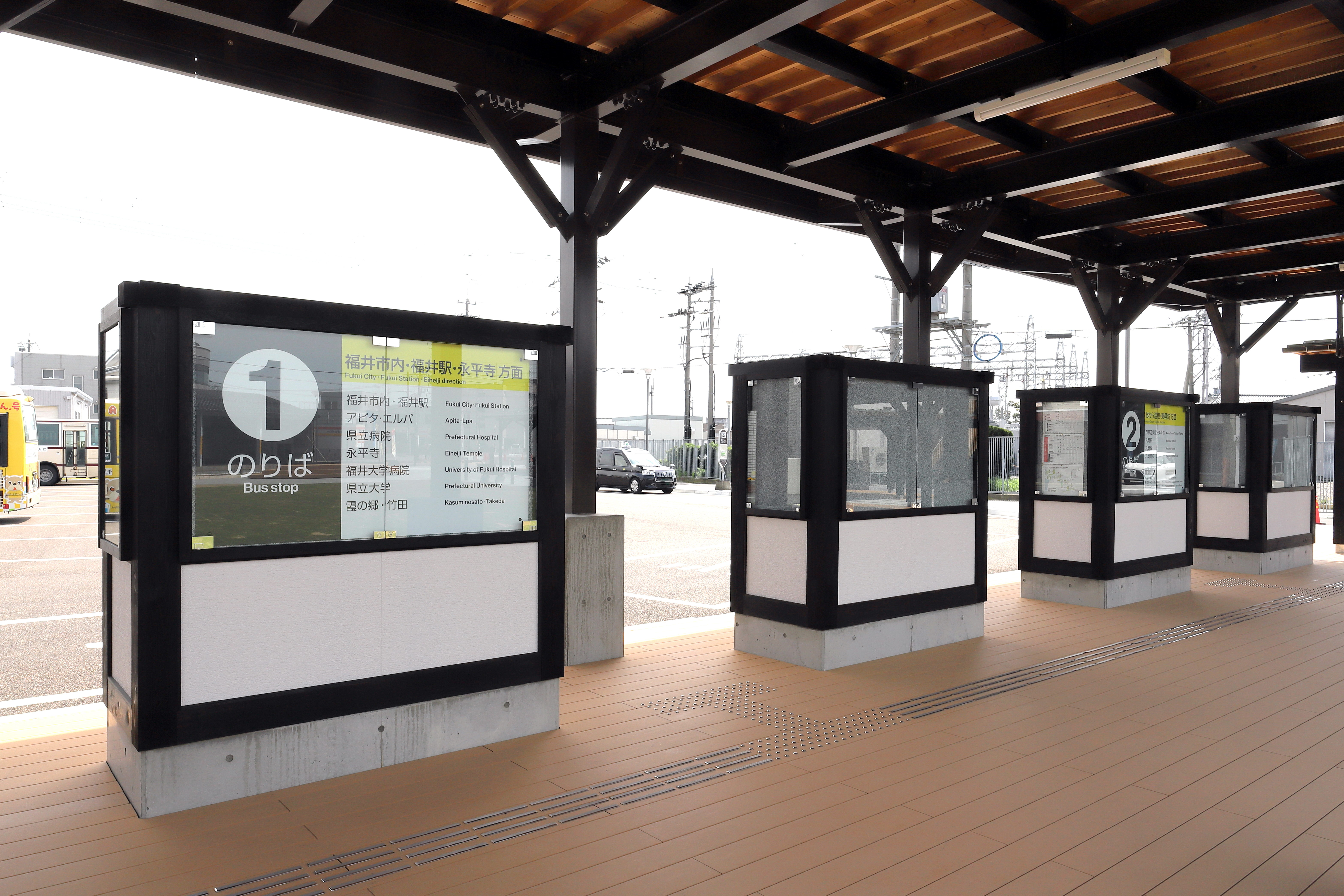
丸岡バスターミナル 乗り場1
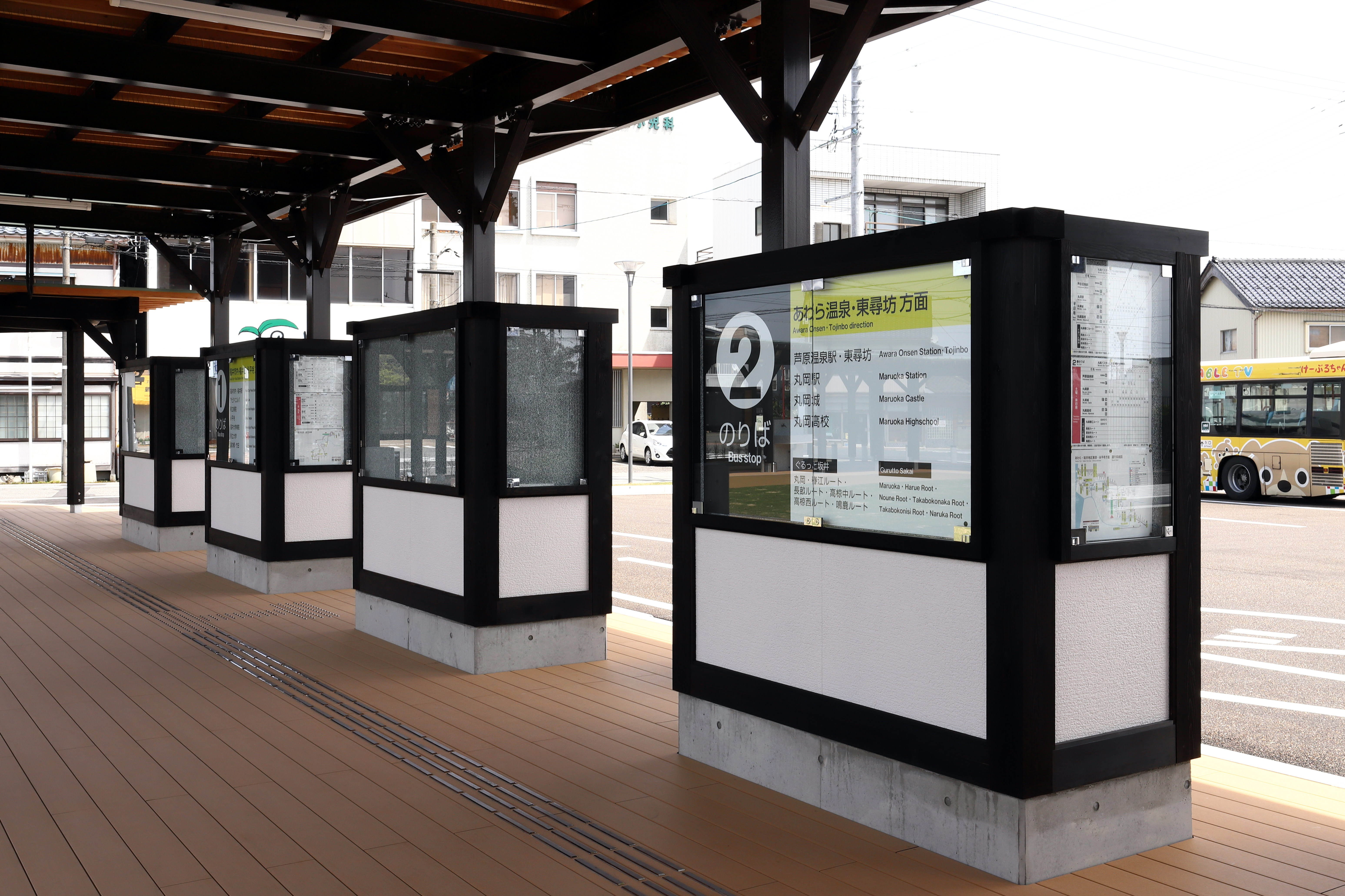
丸岡バスターミナル 乗り場2
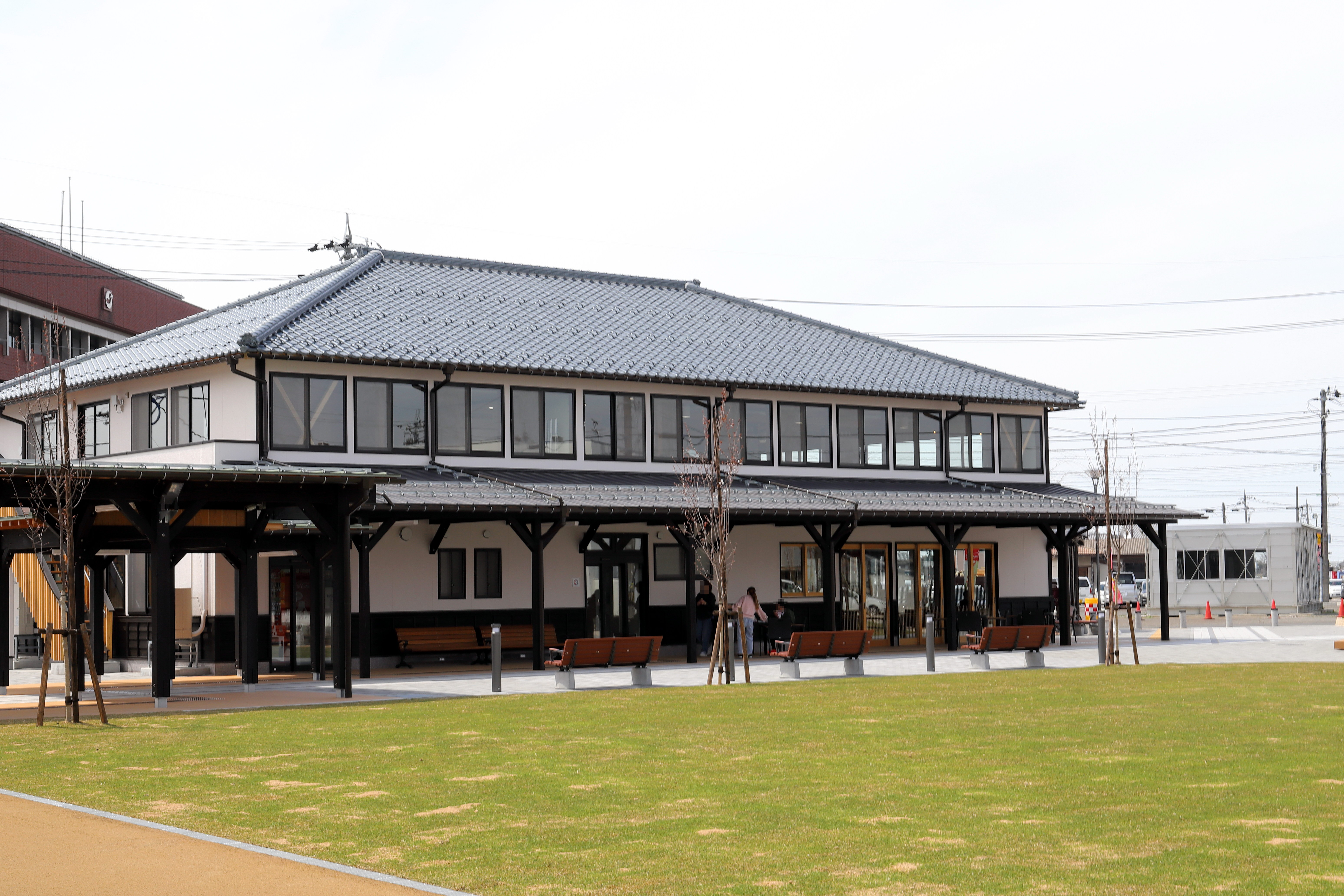
丸岡バスターミナル交流センター
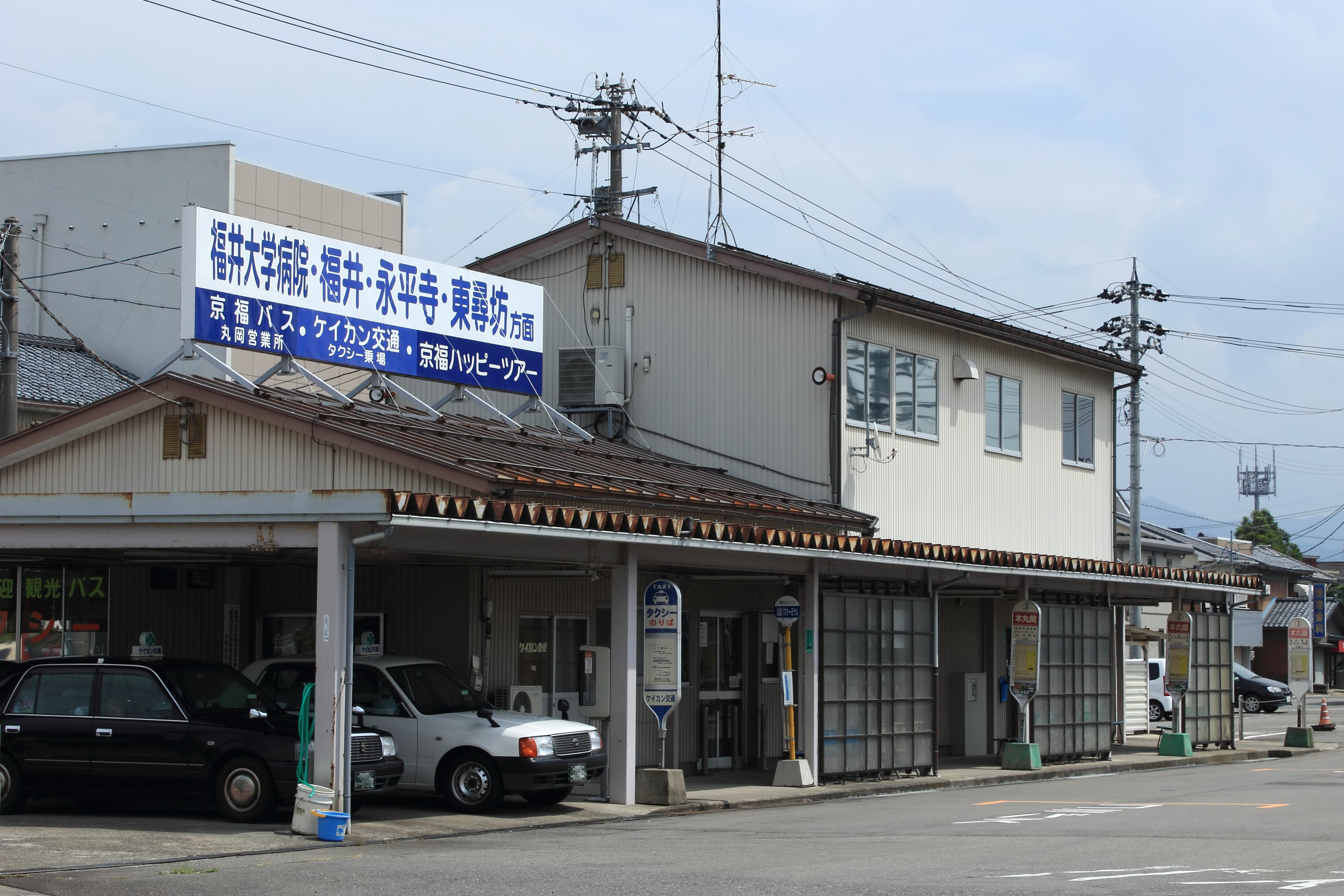
旧バスターミナル（2012年8月撮影）
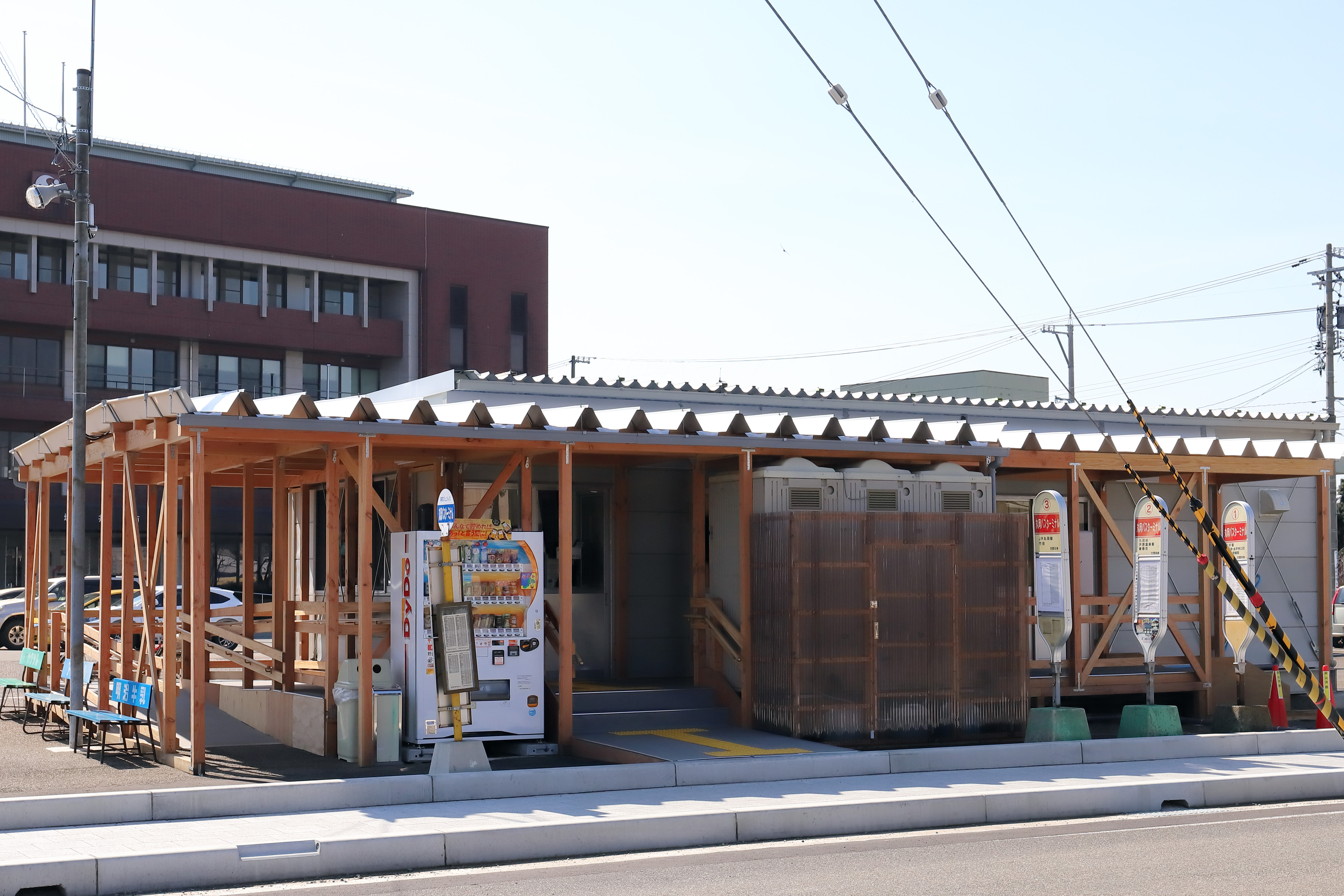
改修工事のため仮移設されたバスターミナル（2019年3月撮影）

## 歴史
- 1988年（昭和63年）9月-11月： 本丸岡駅の廃駅後もバスターミナルとして使用していた駅舎を解体、新ターミナルを新築。
- 2005年（平成17年）4月： 小松空港連絡バス乗り入れ、パークアンドライド開始。
- 2006年（平成18年）10月1日： 当地に京福リムジンバス丸岡営業所を開設（京福バス丸岡営業所に併設）。
- 2008年（平成20年）3月23日： 小松空港連絡バスの乗り入れ終了。
- 2019年（平成31年）1月19日：丸岡バスターミナル周辺整備事業による既存丸岡バスターミナルの解体[2]および周辺整備のため、仮設待合所を設置[4]。
- 2020年（令和2年）4月1日：丸岡バスターミナルが整備され、併設施設としてにぎわい交流センターが設置される[2]。従前の停留場名としては廃駅名と同一の「本丸岡」としていたが、これを「丸岡バスターミナル」へ改称。

## のりば
いずれも京福バスが運行。
| 番線                                             | 発着路線 | 行 先                                                                                       |
| ------------------------------------------------ | --- | ------------------------------------------------------------------------------------------- |
| 1                                                | 31 丸岡線（田原町経由）                                                                                                   | 八ツ口・南横地・森田栄町・（九頭竜橋）・田原町・大名町経由 福井駅（福井市）                 |
| 1                                                | 32 丸岡線（町屋町経由） ※1                                                                                                | 八ツ口・南横地・森田栄町・（九頭竜橋）・町屋町・城町経由 福井駅（福井市）                   |
| 1                                                | 36 県立病院・丸岡線 | 吉政・（福井大橋）・アピタエルパ前・ふくい鮮いちば口・県立病院・城町経由 福井駅（福井市）   |
| 1                                                | 39 大和田・丸岡線 | 八ツ口・南横地・（新九頭竜橋）・アピタエルパ前・藤島園・県立病院・城町経由 福井駅（福井市） |
| 1                                                | 82 丸岡・永平寺線 ※2 | 県立大学・福井大学病院・（五松橋）・松岡駅経由 永平寺口駅（永平寺町）                       |
| 1                                                | 86 芦原・丸岡・永平寺線（長屋経由）                                                                                       | （鳴鹿橋）・永平寺口駅経由 永平寺門前（永平寺町）                                           |
| 1                                                | 87 芦原・丸岡・永平寺線（中川経由）                                                                                       | （鳴鹿橋）・永平寺口駅経由 永平寺門前（永平寺町）                                           |
| 2                                                | |                                                                                             |
| 31 丸岡線（田原町経由）                          | 丸岡城 |                                                                                             |
| 32 丸岡線（町屋町経由） ※1                       | 丸岡高校 |                                                                                             |
| 36 県立病院・丸岡線                              | 丸岡城 |                                                                                             |
| 39 大和田・丸岡線                                | 丸岡城 |                                                                                             |
| 47 春江・丸岡線 ※3                               | 日東シンコースタジアム丸岡前・南横地・春江駅前・春江支所・西春江ハートピア駅方面 大石コミュニティセンター（坂井市春江町） |                                                                                             |
| 47 春江・丸岡線 ※3                               | 丸岡城・丸岡高校 霞の郷                                                                                                   |                                                                                             |
| 48 三国・丸岡線 ※3                               | 田島新・丸岡駅・坂井市役所・大関駅前・みくに市民センター方面 三国駅（坂井市三国町）                                       |                                                                                             |
| 48 三国・丸岡線 ※3                               | 丸岡城・丸岡高校 霞の郷                                                                                                   |                                                                                             |
| 82 丸岡・永平寺線 ※2                             | 舟寄経由 丸岡駅（坂井市坂井町）                                                                                           |                                                                                             |
| 86 芦原・丸岡・永平寺線（長屋経由） 芦原・丸岡線 | 金津高校・あわら市役所経由 芦原温泉駅（あわら市） / 丸岡高校 ※4                                                           |                                                                                             |
| 87 芦原・丸岡・永平寺線（中川経由） 芦原・丸岡線 | 中川経由 芦原温泉駅（あわら市）                                                                                           |                                                                                             |

※1　32 丸岡線（町屋町経由）は土曜・日曜・祝日・年末年始運休。うち当停留所 - 丸岡高校間は休校日も運休。
※2　87 丸岡・永平寺線は日曜・祝日・年末年始運休
※3　47 春江・丸岡線、48 三国・丸岡線は日曜・祝日・年末年始運休
※4　86 芦原・丸岡・永平寺線の丸岡高校行きは土曜・日曜・祝日・年末年始運休

## 周辺
- 坂井市役所 丸岡支所（旧丸岡町役場）
- 一筆啓上 日本一短い手紙の館
- 丸岡城
- 国道8号（福井バイパス）

## 本丸岡駅
本丸岡駅（ほんまるおかえき）は、かつて福井県坂井郡丸岡町（現在の坂井市）にあった京福電気鉄道丸岡線・永平寺線の鉄道駅である。

### 歴史
- 1915年（大正4年）6月22日 - 丸岡鉄道の当駅 - 上新庄駅（後の丸岡駅）開業に伴い新丸岡駅として開設[8]。
- 1929年（昭和4年）
  - 8月14日 - 永平寺鉄道の金津駅（現在の芦原温泉駅） - 当駅間開業[9]。
  - 12月10日 - 永平寺鉄道の当駅 - 永平寺口駅間開業[9][10]。
- 1944年（昭和19年）12月1日 - 丸岡鉄道が京福電気鉄道に合併され、京福電気鉄道丸岡線・永平寺線の駅となる[10]。京福移行後に駅名を本丸岡駅に改称（正確な改称時期は不明とされている）[10]。
- 1961年（昭和36年）5月30日 - 貨物取扱を廃止[8]。
- 1968年（昭和43年）7月10日 - 丸岡線が廃止[11]。
- 1969年（昭和44年）9月18日 -  永平寺線金津駅 - 東古市駅間廃止に伴い廃駅となる[10][12][13]。

### 隣の駅
京福電気鉄道
丸岡線
本丸岡駅 - 一本田駅
永平寺線
丸岡口駅 - 本丸岡駅 - 西瓜屋駅